# Romblão (município)
Romblão (Romblon) é um município de  terceira classe de renda municipal (d) na província Romblon, nas Filipinas. De acordo com o censo de 1 de maio  de  2020 possui uma população de 40 554 pessoas e 10 406 domicílios.